# Ferdinand de Hohenzollern
Titre
Prince de la maison de Hohenzollern
Ferdinand de Hohenzollern (en allemand, Ferdinand Maria Fidelis Leopold Meinrad Valentin von Hohenzollern), né le 14 février 1960 à Sigmaringen, est un prince allemand, membre de la maison de Hohenzollern-Sigmaringen.

## Biographie
Le prince Ferdinand de Hohenzollern est le troisième fils du prince Frédéric-Guillaume de Hohenzollern (1924–2010) et de la princesse Marguerite de Leiningen (1932–1996).
Ferdinand est ingénieur et architecte; il habite une maison qu'il a lui-même conçue. Il est le filleul du prince Louis-Ferdinand de Prusse chez lequel il passait ses vacances au château de Hohenzollern.

## Famille et descendance
Le prince Ferdinand se marie civilement le 10 mai 1996 à Sigmaringen et religieusement le 3 août 1996 à Číčov en Slovaquie avec la comtesse Ilona Kálnoky de Köröspatak, née le 9 juin 1968 à Bruck an der Mur, fille du comte Alois Kálnoky de Köröspatak et de la baronne Sieglinde von Oer.
De ce mariage sont nés trois enfants portant le titre de prince et princesse de Hohenzollern, :
- Aloys Maria Friedrich Karl, né à Berlin le 6 avril 1999
- Fidelis Maria Anton Alexis Hans, né à Berlin le 25 avril 2001
- Victoria Margarita Sieglinde Johanna Isabella Maria, née à Berlin le 28 janvier 2004